# 吠杜父鱼属
吠杜父鱼属（学名：Ruscarius）为杜父鱼科的一个属。

## 下属物种
本属包括以下物种：
- 克氏吠杜父魚 Ruscarius creaseri (Hubbs, 1926)
- 米氏吠杜父魚 Ruscarius meanyi Jordan & Starks, 1895